# Waikaremoana
Waikaremoana je největší jezero v oblasti Te Urewera na Severním ostrově Nového Zélandu. Leží asi 60 km severozápadně od města Wairoa a 80 km jihozápadním směrem od Gisborne. Jedná se o velké jezero pokrývající plochu kolem 54 km2.
Toto mladé jezero bylo vytvořeno asi před 2200 lety ohromným sesuvem půdy, který zablokoval úzkou soutěsku a umožnil tak nahromadění vody. V nejhlubším místě voda dosahuje hloubky kolem 240 m. Břehy jezera jsou z převážné části neobydleny a k většině jezera nevedou žádné cesty. Místní populaci tvoří z převážné většiny Maorové, jimž patří i celá oblast Te Urewera, která jim byla vrácena v roce 2014 v rámci dekolonizačních reparací.
Kolem jezera se nachází jeden z tzv. Great Walks, což je skupina těch nejlépe udržovaných vícedenních treků na Novém Zélandu. Nazývá se Waikaremoana Track a má 46 km.